# Wedloop om Achilles
Wedloop om Achilles (Engelse titel: Fifth planet) is een roman van de Britse schrijver/astronoom Fred Hoyle en zijn zoon Geoffrey Hoyle (alleen schrijver). Het boek valt in de categorie sciencefiction. Het boek speelt zich deels in een toekomst af (verre ruimtereizen zijn mogelijk), maar toch ook in het verleden (de wereld is nog verdeeld als in 1963). Een essentieel thema in het boek is telepathie, maar ook vrije seks speelt een rol.  

## Synopsis
Hoofdpersonen zijn Hugh en Cathy Conway, die leven in 2087. Een ander zonnestelsel nadert het onze. Hoe dichter dat systeem rond zon Helios ons nadert, hoe meer blijkt dat er minstens vijf planeten omheen draaien. De zon is ongeveer tien keer feller dan onze Zon, de afstand van de planeten is navenant groter. Als de nadering bijna een feit is, komt men tot de inschatting dat de vijfde planeet uit dat stelsel een voor de mensheid leefbaar ecologisch systeem heeft. De ruimtewedloop tussen de Verenigde Staten en de Sovjet-Unie uit de jaren '60 is nog in volle gang en beide kemphanen sturen een missie. Het Westen stuurt vier mannen, die zich al snel afvragen waarom er bij hen geen vrouw mee is; het Oosten stuurt drie man en een vrouw, waarbij de mannen zich al snel afvragen waarom er bij hen nou juist een vrouw is meegezonden. Tijdens de reis worden de bemanningen van beide ruimtecapsules gedwongen samen te werken en ook na de landing moet er samengewerkt worden. 
De planeet bestaat uit groene en oranje vlakken. De groene vlakken blijken te bestaan uit grassen, maar er is geen rivier te bekennen. De eerste stappen op de planeet verlopen desastreus en men is gedwongen om naar huis te reizen met alle gevolgen van dien.        